# Otites grata
Otites grata är en tvåvingeart som först beskrevs av Friedrich Hermann Loew 1856.  Otites grata ingår i släktet Otites och familjen fläckflugor. Inga underarter finns listade i Catalogue of Life.